# Elvira Cárdenas
Elvira Cárdenas Mosquera (1870-22 de junio de 1935) fue una mujer de sociedad colombiana, primera dama de Colombia entre 1914 y 1918, por su matrimonio con el político conservador José Vicente Concha.

## Biografía
Elvira nació en 1870, en una familia acomodada. Era hija de Jeremías Cárdenas Silva y de Clelia Mosquera Luque.
Su padre era militar y ostentaba el rango de General (al igual que su suegro Tomás Cipriano), y fue presidente del Estado del Cauca, congresista y presidente de la corporación en 1877.
Su madre era hija del varias veces presidente de Colombia, Tomás Cipriano de Mosquera, quien la concibió de su relación con la dama Paula Luque, a quien Mosquera tomó como mujer ante la imposibilidad de su esposa, Mariana Arboleda, de concebir un hijo suyo.